# Legs en droit français
Pour un article plus général, voir Legs.
 (mai 2023).
Si vous disposez d'ouvrages ou d'articles de référence ou si vous connaissez des sites web de qualité traitant du thème abordé ici, merci de compléter l'article en donnant les références utiles à sa vérifiabilité et en les liant à la section « Notes et références ».
En droit français, le legs est la transmission à titre gratuit d'un ou plusieurs biens du défunt, faite de son vivant par testament, mais qui ne prendra effet qu'à son décès.

## Règles générales concernant les legs
Le legs se distingue de la donation — qui prend effet du vivant du donateur et est irrévocable — car il ne prend effet qu'au décès, et il est révocable. Il s'en distingue aussi car il peut être universel, à titre universel ou à titre particulier.
Par ailleurs, le legs peut avoir un thème, un objet, une condition, un but ou une raison d'affectation qui devra être scrupuleusement respecté par le bénéficiaire du legs.
On peut léguer à une association, à condition qu'elle soit reconnue d'utilité publique ou qu'elle soit une association de bienfaisance.
Le bénéficiaire d'un legs est un légataire. L'auteur d'un legs est un légateur, ou plus généralement un donateur.
Par définition du testament, le legs peut être rédigé (ou révoqué) gratuitement sur papier libre et sans témoin. Il nécessite une rédaction sans ambiguïté et datée. Les témoins sont facultatifs car ils ne servent qu'à lever le doute sur la santé mentale du testateur si elle est douteuse et contestée.
Si le bien légué est vendu (du vivant du donateur), le legs est sans objet et n'est pas compensé par l'argent de la vente.
Un juge peut estimer que le légataire n'avait pas le droit de recevoir le legs, le plus souvent parce qu'il a soigné le donateur. D'une part le soin doit être altruiste, et la personne ayant autorité ne doit pas abuser de la faiblesse des autres, d'autre part les pactes sur succession future sont rigoureusement prohibés.

## Chiffres en France
En France, on estime généralement entre 500 et 600 millions d'euros le montant annuel des legs reçus des particuliers par les organismes d'intérêt général. Selon l'étude TNS Sofres pour France Générosités réalisée en novembre 2007, 4 % des Français de plus de soixante ans représentent un potentiel de 10 000 legs par an. [réf. souhaitée]

## Legs graduel
Le legs graduel oblige le légataire à conserver le bien et à le transmettre aux personnes désignées en second. Les notaires français le déconseillent, en raison de ses contraintes, et de ses implications possibles même plusieurs décennies après la mort du légateur. En effet le légataire ne peut même pas vendre le bien et conserver le fruit de la vente.

## Legs résiduel
Le legs résiduel oblige le légataire à transmettre le bien aux personnes désignées en second, mais l'autorise à s'en défaire, c'est-à-dire à dépenser le fruit de la vente. Les notaires français le déconseillent, en raison de la liberté individuelle du légataire, mais le conseillent s'il s'agit d'écarter un héritier indigne dans l'éventualité du décès du légataire.

## Limites
Assortir un legs de conditions rend parfois difficile l'exécution du testament (exposition d'une œuvre, dévolution d'un bien immobilier…) alors que le légataire peut préférer la liquidité (vente d'une œuvre, mise en location d'un bien immobilier…).
De plus un juge peut estimer que ces conditions ont pour obstacle la prohibition des engagements perpétuels (jurisprudence concernant la dénomination d'une rue par une commune, concernant le financement par une commune d'allocations plutôt que la réalisation d'un foyer), mais pas toujours, un propriétaire étant normalement libre d'abandonner son bien peut être condamné à l'entretenir pour respecter les conditions du legs (jurisprudence concernant l'entretien d'un canal).[pas clair]
Les servitudes étant transmises lors d'une vente, des conditions peuvent lourdement détériorer la valeur d'un bien, par exemple la sépulture sur une propriété privée, qui implique d'en garantir l'entretien et l'accès au public.